# إمزاد

شعار (رمز) التراث الثقافي الإنساني غير المادي

إمزاد أو الإمزاد هي آلة موسيقية تقليدية عند قبائل طوارق الأهقار، محدبة الشكل تعزفها النساء ومحرمة على الرجال. ويمجدها رجال الطوارق من القبيلة، ويكون استعمال الآلة مشتركاً بين المرأة والرجل، حيث أنها تعزف وهو ينشد الأهازيج الزجلية المرتبطة بتقاليد وعادات الطوارق إلى جانب التغني بقصائد شعرية، ويستعمل فيها إلى جانب الإمزاد الدف والتصفيق.

## الصنع
تصنع آلة الإمزاد من قدح خشبي، يربط ويشد على فمه جلد الحيوانات، يخرج من طرفيه عودين يشد بينهم قضيب من شعر الخيل، ويثقب الجلد ثقبين أو ثلاثة في الوسط، ويأخذون عودا على شكل هلال، ويربطون طرفيه بقضيب من شعر ذيل الخيل، ثم يدعكون الشعر بعضه ببعض. فيصبح آلة موسيقية تصدر صوتا مميزا الآلة تشبه إلى حد ما في طريقة عزفها بالربابة.

## التراث العالمي
ومن نفس المنطقة إلى جانب "السبيبة"، تم إدراج آلة إمزاد وما يتعلق بها من مهارات ضمن لائحة التراث العالمي الثقافي اللاّمادي للإنسانية تحت عنوان: الممارسات والمهارات والمعرفة المرتبطة بمجموعات إمزاد عند الطوارق،
وتحولت آلة إمزاد إلى رمز إلى موسيقى إمزاد، حيث ارتبطت موسيقى إمزاد بآلة إمزاد ارتباطا جوهريا وثيقا، وقد اعتمدتها اليونيسكو إرثا ثقافيا إنسانيا عالميا، كموسيقى طوارقية بامتياز. حيث تشكل موسيقى الإمزاد وآلتها الموسيقية إحدى مميّزات قبائل الطوارق، وتعزفها النساء على آلة موسيقية أحادية الوتر تُعرَف بالإمزاد. وتجلس العازفة وتضع الآلة على ركبتيها وتعزف عليها باستخدام قوس. وتوفر آلة الإمزاد أنغاما مصاحبة للأشعار أو الأغاني الشعبية التي غالبا ما يؤديها الرجال في المناسبات الاحتفالية في مخيمات الطوارق. وغالبا ما تُعزَف هذه الموسيقى لإبعاد الأرواح الشريرة وتخفيف آلام المرضى. وتُنقَل المعرفة الموسيقية شفهيا وفقا لطرائق مراقبة واستيعاب تقليدية.